# ريتا معلوف
ريتا معلوف صحفية ومذيعة سورية وأخت الإعلامي نضال معلوف. عملت ريتا في قناة شام مراسلةَ أخبارٍ وصحفيةٍ، وعملت مذيعة في التلفزيون السوري وفي قناة فرانس 24 وأخيرًا في قناة سكاي نيوز العربية، وكانت أول من قدم نشرة إخبارٍ بها.